# Сергеевка (Миллеровский район)
Сергеевка — хутор в Миллеровском районе Ростовской области.
Входит в состав Первомайского сельского поселения.

## География
На хуторе имеется одна улица: Песчаная.

## История
Хутор Сергеевка по данным от 1 июля 1950 года числился в Миллеровском районе (Лютовский сельский совет). На карте Земли войска Донского (1806) на месте хутора значится хутор Фомин (Широкинский). В 1819–1822 годах в посёлке Фомина (он же Усть-Широкинский) было 28 дворов, жителей – 82 мужчины и 91 женщина.

## Население
| 2010 |
| ---- |
| 16   |

## Достопримечательности
Территория Ростовской области была заселена еще в эпоху неолита. Люди, живущие на древних стоянках и поселениях у рек, занимались в основном собирательством и рыболовством. Степь для скотоводов всех времён была бескрайним пастбищем для домашнего рогатого скота. От тех времен осталось множество курганов с захоронениями жителей этих мест. Курганы и курганные группы находятся на государственной охране.
Поблизости от территории хутора Сергеевка Миллеровского района расположено несколько достопримечательностей – памятников археологии. Они охраняются в соответствии с Федеральным законом от 25.06.2002 N 73-ФЗ "Об объектах культурного наследия (памятниках истории и культуры) народов Российской Федерации", Областным законом от 22.10.2004 N 178-ЗС "Об объектах культурного наследия (памятниках истории и культуры) в Ростовской области", Постановлением Главы администрации РО от 21.02.97 N 51 о принятии на государственную охрану памятников истории и культуры Ростовской области и мерах по их охране и др.
- Курган "Быков". Находится на расстоянии около 0,6 км к юго-востоку от хутора Сергеевка.
- Курган "Рассыпной". Находится на расстоянии около 3,0 км к северо-северо-востоку от хутора Сергеевка.
- Курганная группа "Сергеевка II" из 7 курганов. Находится на расстоянии около 2,4 км к юго-западу от хутора Сергеевка.
- Курганная группа "Сергеевка II" из 2 курганов. Находится на расстоянии около двух километров к юго-западу от хутора Сергеевка[3].